# Успение Богородично (католическа катедрала в София)
Вижте пояснителната страница за други значения на Успение Богородично.
„Успение Богородично“ е източнокатолическа църква в българската столица София, на улица „Люлин планина” № 7, която има функциите на катедрален храм на Софийската епархия и седалище на Софийската енория.

## История на енорията
През 1912 година в София е създаден дружество на католиците от източен обред. С прииждането на нови македонски бежанци в годините на и непосредствено след Първата световна война се поставя на дневен ред въпроса за учредяване на униатска енория със свой собствен храм в София. Епископът на бившия Тракийски български апостолически викариат Михаил Петков назначава за енорийски свещеник в София Христофор Кондов, родом от Казанлък и преди това служил в Тракийския викариат. Между него и Иван Николов, свещеник от клира на Македонски български апостолически викариат, назначен от Михаил Петков за архиерейски наместник в София, се създават обтегнати отношения.
През март 1918 година държавата предоставя на униатите в София новопостроената румънска църква „Света Троица“, тъй като Румъния е на страната на Антантата във войната. Това нагнетява напрежение между двете групировки сред македонските униати в София. Едната претендира за по-голяма автономия на македонските униати, а другата е лоялна към епископските разпоредби за отказване на църквата. Година по-късно, след края на войната, църквата е върната на румънците.
В края на 20-те – началото на 30-те години на ХХ век нови македонски униати се заселват компактно в София, където напълно доминират в новосъздадената енория. През 1927 година те са около 1200 души.
Свещеници служили в енорията – отците Тимотей Янев, Иван Бонев, Игнатий Христаков, Йордан Карамитров, Никола Радев, архимандритите Велик Вичев, Климент Паскалев, Гаврил Беловеждов и епископите Кирил Куртев и Методий Стратиев.

## История на храма
През 1921 година Светият престол изпраща свой представител да проучи нуждите на източните католици и да ги подпомогне в задоволяването на техните молби за техен молитвен дом. Енергична е и подкрепата на софийско-пловдивския епископ Винкенти Пеев за католиците от западен обред. Лични дарения изпращат папа Бенедикт XV и от следващия папа Пий XI. Така се събират средства в размер на 2 000 000 лева, които осигуряват започването на строежа. Мястото от 200 m2 е закупено от Иван Гешов. Лично епископ Викенти Пеев се нагърбва с отговорността за строежа.
На 17 септември 1922 година в тържествена обстановка се поставя основният камък. Църквата е проектирана от инженер Карл Хайнрих като първата железобетонна църква в София. Стенописите са на художниците Кожухаров и Сотиров, а дърворезбите – на Тодор Христов. Позлатяването на иконостаса е извършено безплатно от Вацулка.
За две години църквата е завършена. На 28 август 1924 година е благословен новият католически храм „Успение Богородично“. Изпратеният на 25 април 1925 година апостолически визитатор монсиньор Анджело Ронкали, помага за окончателното уреждане на духовната администрация, като посочва за наставник на католиците от източен обред Кирил Куртев, който по-късно е ръкоположен в Рим за епископ. С това църквата става катедрален храм. На храмовия празник на катедралата, на 28 август 1926 година, архиепископ Ронкали обявил пред всички официално неговото назначение.
През 1970 – 1972 година художникът Стоян Изов изписва вътрешността на църквата. Използва български темперни бои, като строго спазва изискванията на алфресковата техника, която гарантира дълготрайност на изображенията. Върху мозаечния под се полага паркет и църквата се топлофицира, с което се оформя окончателно сегашният интериор на храма. За задоволяване на жилищните нужди на енорийските свещеници в южната му част са пристроени две малки помещения.
През 2000 година иконостасът е напълно обновен с иконите на преподавателя в Художествената академия Здравко Каменаров, който реставрира и двете главни икони на олтара: на Богородица и Исус Христос, дело на известния художник Николай Ростовцев.
През 2002 година по време на апостолическото си посещение в България папа Йоан Павел II посещава храма, където се срещна с представители на духовенството и миряните от екзархията. Папата коронясва иконата на „Света Богородица Ченстоховска“, която от близо 100 години е изложена за молитвено почитание в епархийното светилище на екзархията „Света Богодорица” в Малко Търново.
По случай 150-ата годишнина на Католическата църква от Източен обред, са подновени фасадата на църквата и покривът, а от вътре арката над олтара е изписана с мозайка от екип с ръководител Здравко Каменаров. През март 2016 година в основите на олтара на храм са вградени мощи на 14 светци. Сред тях са тези на Свети Дасий Доростолски, убитите през 1952 годино свещеници, които Католическата църква обявява за светци – блаженият Евгений Босилков, Йосафат Шишков, Камен Вичев, Павел Джиджов, както на Свети папа Йоан XXIII (Анджело Ронкали), на Свети папа Йоан Павел II, на Света Тереза на Младенеца Исус и на Свети Иван Боско. Тъй като църквата не е била осветена след изграждането ѝ, а само благословена, държавният секретар на Ватикана – кардинал Пиетро Паролин осветява храма на 20 март 2016 година.
Храмовият празник е Успение Богородично, 15 август.

## Богослужение
Богослужение в храма се извършва всеки ден - от понеделник до петък започва в 18:00 часа със Света броеница, а литургията е от 18:30 часа; в събота от 18:00 часа започва Вечерня, а от 18:30 - Света литургия; неделя и на големи празници - Светата литургия е от 10:00 часа.

## Енористи
- Тимотей Янев
- Иван Бонев
- Игнатий Христаков
- Йордан Карамитров
- Никола Радев
- Велик Вичев (1958-1964)
- Климент Паскалев
- Гаврил Беловеждов
- Христо Пройков (1982-1993)
- Благовест Вангелов (1993-)
- Йоан-Милен Найденов

## Епископски ръкополагания
В катедралата са ръкоположени следните епископи:
- епископ Иван Гаруфалов, ръкоположен на 1 ноември 1942 година за лаганийски епископ от екзарх Кирил Куртев, в съслужние с епископ Дамян Теелен и епископ Иван Романов
- епископ Методий Стратиев, ръкоположен на 5 септември 1965 година за диоклецианополски епископ от екзарх Кирил Куртев, в съслужение с епископ Симеон Коков.
- епископ Петко Вълов, ръкоположен на 6 юли 2024 г. за епископ на Софийска източнокатолическа епархия „Св. Йоан XXIII“ от  епископ Христо Пройков, в съслужение с епископа на Никополската епархия Страхил Каваленов и Апостолическия екзарх на гръко-византийската Католическа църква в Гърция Мануел Нин.[6]